# Barytarbes honestus
Barytarbes honestus là một loài tò vò trong họ Ichneumonidae.